# Episodi di Holby City (tredicesima stagione)
La tredicesima stagione della serie televisiva Holby City è stata trasmessa in anteprima nel Regno Unito da BBC One tra il 19 ottobre 2010 e l'11 ottobre 2011.
| nº | Titolo originale                    | Titolo italiano | Prima TV UK       | Prima TV Italia |
| -- | ----------------------------------- | --------------- | ----------------- | --------------- |
| 1  | Shifts                              |                 | 19 ottobre 2010   |                 |
| 2  | The Short Straw                     |                 | 26 ottobre 2010   |                 |
| 3  | Tough, Love                         |                 | 2 novembre 2010   |                 |
| 4  | Queen's Gambit                      |                 | 9 novembre 2010   |                 |
| 5  | My No.1 Fan                         |                 | 16 novembre 2010  |                 |
| 6  | Betrayal                            |                 | 23 novembre 2010  |                 |
| 7  | Future Shock                        |                 | 30 novembre 2010  |                 |
| 8  | Losing Game                         |                 | 7 dicembre 2010   |                 |
| 9  | The Lying Kind                      |                 | 14 dicembre 2010  |                 |
| 10 | The Most Wonderful Time of the Year |                 | 21 dicembre 2010  |                 |
| 11 | Snow Queens                         |                 | 28 dicembre 2010  |                 |
| 12 | Running the Gauntlet                |                 | 4 gennaio 2011    |                 |
| 13 | China in Your Hands                 |                 | 11 gennaio 2011   |                 |
| 14 | My Hero                             |                 | 18 gennaio 2011   |                 |
| 15 | Don't Go Changing                   |                 | 25 gennaio 2011   |                 |
| 16 | Love Thy Neighbour                  |                 | 1º febbraio 2011  |                 |
| 17 | Anger Management                    |                 | 8 febbraio 2011   |                 |
| 18 | Blue Valentine                      |                 | 15 febbraio 2011  |                 |
| 19 | Open Your Heart                     |                 | 22 febbraio 2011  |                 |
| 20 | No Credit, No Blame                 |                 | 1º marzo 2011     |                 |
| 21 | What You Mean by Home               |                 | 8 marzo 2011      |                 |
| 22 | Too Much Monkey Business            |                 | 15 marzo 2011     |                 |
| 23 | Clash of the Titans                 |                 | 22 marzo 2011     |                 |
| 24 | Second Coming                       |                 | 29 marzo 2011     |                 |
| 25 | Coming Second                       |                 | 5 aprile 2011     |                 |
| 26 | Boy Valentine, Girl Valentine       |                 | 12 aprile 2011    |                 |
| 27 | Rebound                             |                 | 19 aprile 2011    |                 |
| 28 | Crossing the Line                   |                 | 26 aprile 2011    |                 |
| 29 | Tunnel Vision                       |                 | 3 maggio 2011     |                 |
| 30 | My Bad                              |                 | 10 maggio 2011    |                 |
| 31 | Step on Up                          |                 | 17 maggio 2011    |                 |
| 32 | A Greater Good                      |                 | 24 maggio 2011    |                 |
| 33 | Damage Control                      |                 | 31 maggio 2011    |                 |
| 34 | Rescue Me                           |                 | 7 giugno 2011     |                 |
| 35 | All About Me                        |                 | 14 giugno 2011    |                 |
| 36 | In Between Days                     |                 | 21 giugno 2011    |                 |
| 37 | The Bottom Line                     |                 | 28 giugno 2011    |                 |
| 38 | Out on a Limb                       |                 | 5 luglio 2011     |                 |
| 39 | Hand in Glove                       |                 | 12 luglio 2011    |                 |
| 40 | Going It Alone                      |                 | 19 luglio 2011    |                 |
| 41 | Sirens                              |                 | 26 luglio 2011    |                 |
| 42 | Old Habits                          |                 | 2 agosto 2011     |                 |
| 43 | Walk the Line                       |                 | 9 agosto 2011     |                 |
| 44 | One of Those Days                   |                 | 16 agosto 2011    |                 |
| 45 | All Good Things                     |                 | 23 agosto 2011    |                 |
| 46 | Big Lies, Little Lies               |                 | 30 agosto 2011    |                 |
| 47 | Who Needs Enemies?                  |                 | 6 settembre 2011  |                 |
| 48 | Night Cover                         |                 | 13 settembre 2011 |                 |
| 49 | Broken                              |                 | 20 settembre 2011 |                 |
| 50 | Everything to Play For              |                 | 27 settembre 2011 |                 |
| 51 | Oliver Twists                       |                 | 4 ottobre 2011    |                 |
| 52 | PS Elliot                           |                 | 11 ottobre 2011   |                 |